# Лига гомруля
Лига гомруля (англ. Home Rule League, ирл. Léig an Rialtais Dúchais; другое название — Партия гомруля, Лига Самоопределения (англ. Home Rule Party, ирл. Páirtí an Rialtais Dúchais)) — политическое объединение, действовавшее в Ирландии в 1873—1882 годах. Лига выступала за предоставлении Ирландии широкой автономии (гомруль) в рамках Соединённого королевства Великобритании и Ирландии.

## История

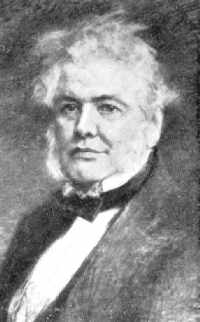
Айзек Батт — основатель Лиги гомруля

Лига была основана в 1873 путём преобразования Ассоциации местного правительства, общественной организации, основанной в 1870 году и возглавляемой Айзеком Баттом, дублинским барристером, бывшим ранее одним из лидеров ирландских тори, радикально сменившим свои взгляды в сторону ирландского национализма и автономизма. 18-21 ноября 1873 года Батт придал ассоциации статус полноценной партии, которую назвал Лига гомруля. На своих первых выборах объединение получило 60 мест в британской палате общин. В то время Лига представляла собой скорее союз сторонников гомруля, нежели настоящую политическую партию. Вскоре во много из-за этого среди гомрулеров произошёл раскол между более умеренными членами парламента, многие из которых были ирландским аристократами, дворянами, связанными с Церковью Ирландии, или политиками, недавно покинувшими Ирландскую либеральную партию, и радикальным крылом, сформировавшимся вокруг Чарльза Стюарта Парнелла и Джозефа Биггара, членов палаты общин от Мита и Кавана соответственно. Радикалы начали применять тактику обструкции, стараясь мешать деятельности парламента, в частности, затягивали обсуждения не очень важных законопроектов порой на несколько дней.
В 1879 году Айзек Батт умер и партию возглавил его сторонник, бывший член либеральной партии Уильям Шоу. Он же был лидером лиги на парламентских выборах 1880 года. Гомрулеры набрали меньше голосов в процентном отношении, однако делегировали в палату общин на три депутата больше. Несмотря на относительный успех Шоу, радикальная фракция становилась всё более влиятельной. В конце концов Парнелл был избран новым лидером Лиги. В 1882 году он преобразовал её в Ирландскую парламентскую партию, которая стала более радикальной, националистической, католической и ориентированной на средний класс, чем Лига гомруля при Батте и Шоу. Парламентаристы оставались доминирующей политической силой на острове до 1920-х годов, когда им на смену пришла требовавшая полной независимости Ирландии Шинн Фейн.

## Участие в выборах
| Парламентские \| Год \| Выставленных кандидатов \| Мандаты \| Голоса \| Голоса \| \| ---- \| ----------------------- \| ------- \| ------ \| ------ \| \| 1874 \| 80 \| 60 \| 90 234 \| 3,7 % \| \| 1880 \| 81 \| 63 \| 95 535 \| 2,8 % \| |                         |         |        |        |
| Год | Выставленных кандидатов | Мандаты | Голоса | Голоса |
| 1874 | 80                      | 60      | 90 234 | 3,7 %  |
| 1880 | 81                      | 63      | 95 535 | 2,8 %  |

## Председатели партии
- Айзек Батт — 1891—1900
- Уильям Шоу[англ.] — 1879—1880
- Чарльз Стюарт Парнелл — 1880—1882

### На английском языке
- Alvin Jackson. Home Rule: An Irish History, 1800-2000 (англ.). — Oxford University Press, 2004.
- Kerby A. Miller. Emigrants and exiles: Ireland and the Irish exodus to North America (англ.). — Oxford University Press, 1985.

### На русском языке
- Афанасьев Г. Е. Гл. VII Земельная лига и гомруль // История Ирландии / Предисл. Т. А. Михайловой. — 4-е издание. — Москва: Красанд, 2010. — ISBN 978-5-396-00180-0.